# Street Fighting Man (Rolling Stones)
Street Fighting Man is een single van The Rolling Stones. Het is afkomstig van hun album Beggars Banquet.

## Achtergrond
De werktitel van het nummer was Did Everyone Pay Their Dues? met een afwijkende tekstvoering. Echter na het zien van de rellen rondom de protesten tegen de Vietnamoorlog en de Parijse studentenrevolte kreeg Jagger inspiratie voor de definitieve tekst; een soort oproep tot protest van de straat. Dit leverde de single een aantal bans op. Radiostations in Chicago wilden het bijvoorbeeld niet draaien vanwege de rellen die er waren bij de verkiezingsbijeenkomst van de Democratische Partij van 1968 (protest tegen Vietnampolitiek van Lyndon B. Johnson). Jagger was niet rouwig om de ban “The last time they banned one of our records in America, it sold a million". Hij ging ook van het standpunt uit dat een rockplaat niet tot een revolutie zou leiden, hoogstens een kleine bijdrage zou kunnen leveren. Alhoewel politiek geladen, Keith Richard was een andere mening toegedaan; hij vond het voor meerdere uitleg geschikt.
Die meerdere uitleg kan men terugvinden in een aantal artiesten die het nummer coverden. Die stonden niet altijd bekend vanwege protestliederen. Rod Stewart nam het op, net als Oasis, Mötley Crüe, Lake Trout en Tesla. Daartegenover staan de versies van band, die meerdere protestsongs leverden zoals Rage Against the Machine. Pete Townsend gebruikte het ritme voor zijn I'm free van The Who. Bruce Springsteen gebruikte Street Fighting Man vaak als een van de toegiften tijdens de Born in the U.S.A.-toer onder de aankondiging: "What can a poor boy do but sing in a rock and roll band?" Het nummer werd als icoon van de jaren 60 in een aantal films over die periode gebruikt.
Musici:
- Mick Jagger – zang, percussie
- Keith Richards – gitaren, basgitaar
- Brian Jones – sitar, tamboura
- Charlie Watts – slagwerk
- Dave Mason – shehnai, grote trom
- Nicky Hopkins – piano
- Rick Grech – viool op de oorspronkelijke opname.

## Hitnotering
In de Verenigde Staten haalde Street Fighting Man toch nog de 48e plaats in de Billboard Hot 100. Het plaatje stond “slechts” zes weken genoteerd. Het origineel haalde de Britse Top 50 van 1968 niet; een heruitgave van 1971 verkocht beter; het haalde de 21e plaats in acht weken. Voor Nederland (voor België zijn er geen gegevens) lijkt de verkoop (achteraf) op een hype; de plaat kwam in beide hitlijsten relatief hoog binnen, maar viel ook vanaf een hoge plaats uit de lijst.

### Nederlandse Top 40
| Positie: | 13 | 8 | 8 | 11 | 18 | uit |

### NederlandseHilversum Top 30
| Positie: | 13 | 5 | 7 | 10 | 16 | uit |

### NPO Radio 2 Top 2000
Street Fighting Man stond alleen in 2006 in de NPO Radio 2 Top 2000, op plek 1840.